# Marange-Zondrange
Marange-Zondrange é uma comuna francesa na região administrativa de Grande Leste, no departamento de Mosela. Estende-se por uma área de 8,28 km². Em 2010 a comuna tinha 348 habitantes (densidade: 42 hab./km²).